# Финал Кубка России по футболу 2009
Финал Кубка России по футболу 2009 года прошёл в воскресенье 31 мая на подмосковной «Арене Химки», чтобы определить обладателя Кубка России сезона 2008/09. В финале встретились действующий обладатель данного трофея и Суперкубка московский ЦСКА и действующий чемпион России казанский «Рубин».
Матч транслировался по «Первому каналу».

## Выбор места проведения
Первоначально планировалось провести финальный матч на московском стадионе «Локомотив». 19 мая руководство ЦСКА предложило перенести встречу в «Лужники» ввиду того, что 30 мая «Локомотив» в рамках 11-го тура будет принимать на своём поле московский «Спартак», и два таких матча, проведённых подряд, могут отрицательно сказаться на состоянии газона, учитывая, что синоптики прогнозировали на те выходные дождливую погоду. Также нежелательно было «сталкивать у касс стадиона армейских и спартаковских фанатов», которые должны были прийти за билетами на разные матчи, но в одни и те же дни. Вызывало вопрос и время предматчевых тренировок для финалистов Кубка. 20 мая представители «Рубина» высказались против проведения матча в «Лужниках», так как их соперник, для которого эта арена являлась фактически домашней, получал преимущество, уже изучив особенности игры на искусственном газоне, постеленном на поле. Учитывая также, что ряду игроков противопоказано выступать на подобных газонах, казанцы предложили в качестве арены свой стадион «Центральный». В итоге 21 мая РФС перенёс игру на «Арену Химки».

## Организация матча

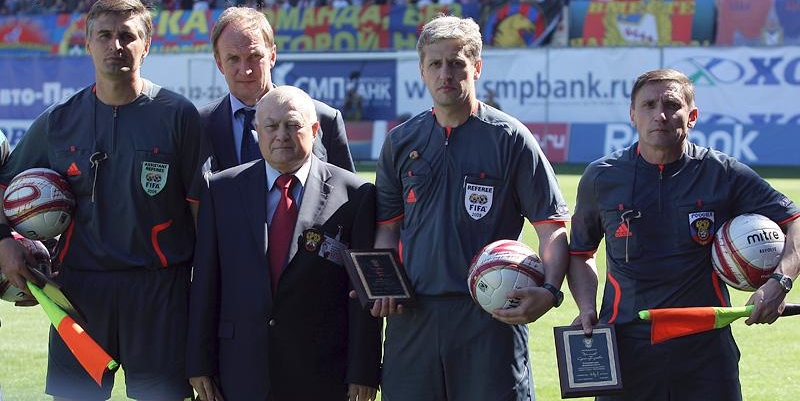
Арбитры и делегат матча

25 мая на матч была назначена бригада арбитров во главе со Станиславом Сухиной из Малаховки. Для обеспечения общественного порядка было привлечено свыше двух тысяч сотрудников милиции, в том числе 190 сотрудников ОМОНа, 27 кинологов со служебными собаками и 230 военнослужащих ВВ МВД РФ. За час до, в перерыве и после матча публику на стадионе развлекал диджей Паша Кореец, специально приглашённый РФС.

## Путь к финалу
| Рубин                                                 | Рубин                     | Рубин         | ЦСКА          | ЦСКА                                     | ЦСКА                                                   |
| ----------------------------------------------------- | ------------------------- | ------------- | ------------- | ---------------------------------------- | ------------------------------------------------------ |
| Смена (Комсомольск-на-Амуре) (2Д) Г 1:1 (по пен. 5:3) | Галиулин, 49'             | 1/16 финала   | 1/16 финала   | Торпедо (Владимир) (2Д) Г 4:1            | Джанер, 43' Янчик, 45' Рикарду Жезус, 52' Дзагоев, 75' |
| Амкар (ПЛ) Д 0:0 (по пен. 4:1)                        |                           | 1/8 финала    | 1/8 финала    | Балтика (1Д) Д 1:0                       | Дзагоев, 89'                                           |
| Сибирь (1Д) Д 2:0                                     | Адамов, 32' Горбанец, 86' | Четвертьфинал | Четвертьфинал | Локомотив (Москва) (ПЛ) Г 1:0            | Нецид, 58'                                             |
| Москва (ПЛ) Г 1:0                                     | Рязанцев, 49'             | Полуфинал     | Полуфинал     | Динамо (Москва) (ПЛ) Г 2:2 (по пен. 6:5) | Вагнер Лав 40' (пен.) Жирков, 53'                      |

### Игроки, выбывшие из строя
|   | Рубин           |   | ЦСКА          |
| - | --------------- | - | ------------- |
| П | Виталий Калешин | П | Рамон         |
| З | Алексей Попов   | П | Элвер Рахимич |
| З | Лаша Салуквадзе |   |               |
| П | Сергей Семак    |   |               |

## Регламент

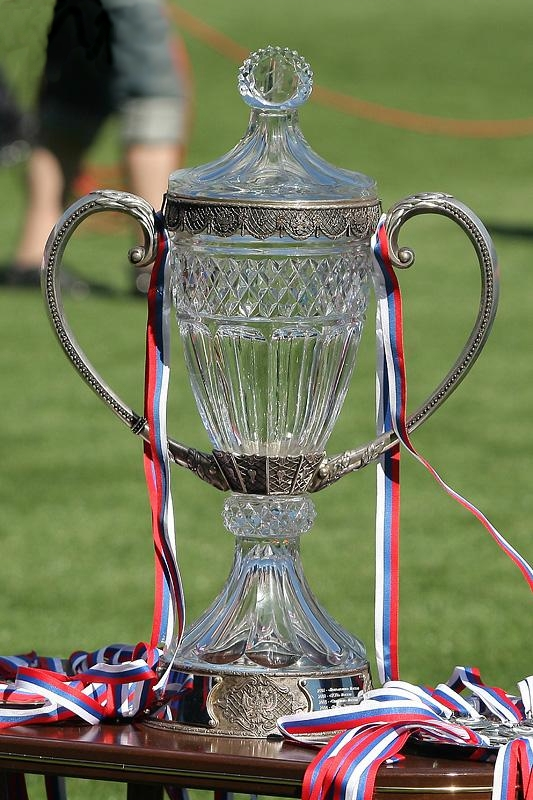
Став пятикратным обладателем трофея, ЦСКА получил кубок на вечное хранение

Финал Кубка России впервые прошёл за пределами Москвы, хотя это и противоречило действовавшему регламенту. Команды могли одновременно выпустить на поле по 7 легионеров, как в предыдущем российском сезоне. В случае ничьей предполагалось дополнительно провести два тайма по 15 минут, а затем, если потребуется, серию послематчевых пенальти.

## Подробности

### Первый тайм

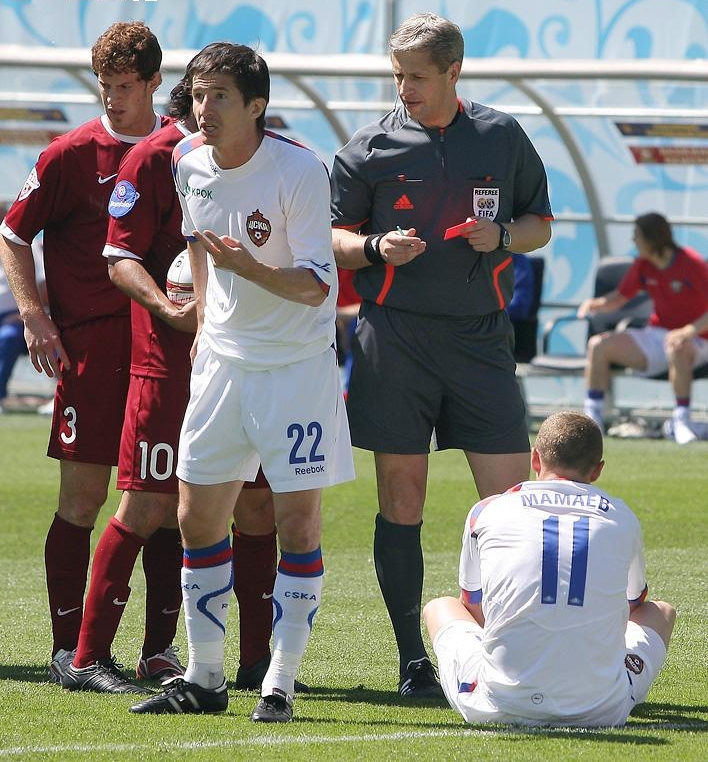
13-я минута. Удаление Павла Мамаева

Первый опасный момент создали на 5-й минуте номинальные гости: Карвалью снабдил мячом набегавшего по правому флангу Маазу, навес которого в штрафную головой замыкал с линии вратарской Вагнер Лав, пробив мимо ворот. Первое время команды атаковали попеременно: ЦСКА делал ставку на резкие и быстрые выпады, а «Рубин» предпочитал раскачивать оборону как быстрой перепасовкой, так и переводами мяча с фланга на фланг. На 13-й минуте казанцы после стандарта у своих ворот далеко выбили из штрафной мяч, который подхватил Домингес. Аргентинец в сопровождении Мамаева устремился по центру к воротам, но у входа в штрафную армеец завалил его руками, получив за это красную карточку за «фол последней надежды». Домингес сам исполнил последовавший за фолом штрафной, мяч полетел в створ ворот, но Акинфеев перевёл его на угловой. Во время подачи этого углового Акинфеев ошибся в игре на выходе, но Игнашевич спас от опасного удара свои пустые ворота. В дальнейшем армейцы немного перераспределили свои обязанности: Жирков стал смещаться в центр на бывшую позицию Мамаева при обороне, Вагнер Лав, в свою очередь, менял его на левом фланге, а Алдонин сконцентрировался на разрушении атак противника. Территориальным преимуществом завладели казанцы, но моменты возникали у обоих ворот. Шаронов и Нобоа были активны при навесах в чужую штрафную, второй также отметился неприятным для Акинфеева ударом с 30 метров. У ЦСКА неплохой удар в нижний угол после прострела с углового от Карвальо нанёс Маазу, но выручил Рыжиков. Даниэл также исполнил несколько опасных штрафных ударов, отметился опасным навесом с углового на Василия Березуцкого. В конце первого тайма «Рубин» устроил безуспешную осаду у ворот противника.

### Второй тайм

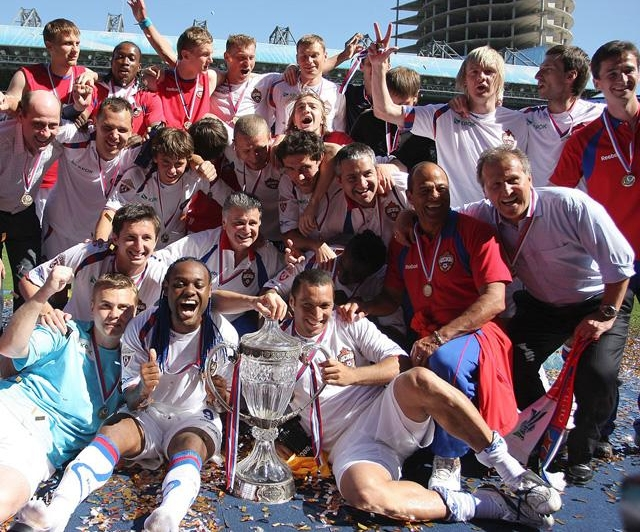
ЦСКА — обладатель Кубка России 2008/09

Во второй половине встречи преимущество казанцев не ощущалось, опасных моментов у тех и других ворот стало меньше, но стало больше фолов. На 62-й минуте Сибайя при попустительстве обороны ЦСКА пробил в штангу. На 72-й минуте Маазу, к опеке которого хорошо приспособился Ансальди, на правом фланге сменил Красич, а на 77-й минуте травмированного Рязанцева из-за предельного количества легионеров в бордовой форме мог заменить только россиянин, им стал Александр Бухаров, который на 81-й минуте после возможного контакта с Василием Березуцким упал в чужой штрафной, однако Сухина точно усмотрел, что игра была «в мяч». Сам Василий дважды опасно бил головой после подач с углового. К концу основного времени у «Рубина» пять человек на поле имели по жёлтой карточке, что побудило армейцев активнее идти вперёд. Когда на первой минуте компенсированного времени диктор по стадиону сообщал о возможном предстоящем овертайме, Евгений Алдонин получил мяч от Карвальо недалеко от штрафной соперника, пробросил его себе на ход и с линии штрафной нанёс с левой ноги сильный удар в правый от себя нижний угол, до которого Рыжиков дотянуться не смог. Времени отыграться у хозяев уже не было, и ЦСКА стал обладателем кубка.
| Химки 31 мая 2009 14:00 MSK                          | \| Рубин \| 0:1 (0:0) Протокол \| ЦСКА \| \| \| Голы \| Алдонин, 90+1' \| | Арена Химки Зрителей: 16 500 Судьи: Станислав Сухина (Малаховка), Олег Целовальников (Астрахань), Сергей Пантелеев (Тула) |
| СМИ: Спорт-Экспресс / Советский спорт / Чемпионат.ру |                                                                           | |
| Рубин                                                | 0:1 (0:0) Протокол                                                        | ЦСКА |
|                                                      | Голы                                                                      | Алдонин, 90+1' |

| Рубин | ЦСКА |

| Рубин: |    |                    |     |     |
| |    |                    |     |     |
| В | 77 | Сергей Рыжиков     |     |     |
| З | 3  | Кристиан Ансальди  |     |     |
| З | 4  | Сесар Навас        | 82' |     |
| З | 76 | Роман Шаронов (к)  | 88' |     |
| П | 6  | Макбет Сибайя      |     |     |
| П | 15 | Александр Рязанцев | 22' | 77' |
| П | 16 | Кристиан Нобоа     | 35' |     |
| П | 23 | Евгений Баляйкин   | 58' |     |
| П | 61 | Гёкдениз Карадениз | 78' |     |
| Н | 10 | Алехандро Домингес |     |     |
| Н | 99 | Хасан Кабзе        |     | 86' |
| Запасные: |    |                    |     |     |
| В | 1  | Сергей Козко       |     |     |
| З | 2  | Степан Томас       |     |     |
| З | 22 | Александр Орехов   |     |     |
| П | 5  | Пётр Быстров       |     | 86' |
| П | 14 | Сергей Ребров      |     |     |
| Н | 11 | Александр Бухаров  |     | 77' |
| Н | 21 | Роман Адамов       |     |     |
| Тренер: |    |                    |     |     |
| Курбан Бердыев Помощники судьи: О. Целовальников (Астрахань) С. Пантелеев (Тула) Резервный судья: С. Карасёв (Азов) Делегат матча: Э. Лакомов (Москва) |    |                    |     |     |

| ЦСКА:     |    |                    |     |       |
|           |    |                    |     |       |
| В         | 35 | Игорь Акинфеев (к) |     |       |
| З         | 2  | Дейвидас Шемберас  |     |       |
| З         | 4  | Сергей Игнашевич   |     |       |
| З         | 24 | Василий Березуцкий |     |       |
| З         | 42 | Георгий Щенников   |     |       |
| П         | 11 | Павел Мамаев       | 13' |       |
| П         | 18 | Юрий Жирков        | 90' |       |
| П         | 22 | Евгений Алдонин    | 56' |       |
| Н         | 7  | Даниэл Карвалью    |     | 90+3' |
| Н         | 9  | Вагнер Лав         |     |       |
| Н         | 12 | Оуво Мусса Маазу   |     | 72'   |
| Запасные: |    |                    |     |       |
| В         | 33 | Евгений Помазан    |     |       |
| 3         | 6  | Алексей Березуцкий |     | 90+3' |
| 3         | 15 | Чиди Одиа          |     |       |
| П         | 10 | Алан Дзагоев       |     |       |
| П         | 17 | Милош Красич       |     | 72'   |
| П         | 88 | Эркин Джанер       |     |       |
| Н         | 89 | Томаш Нецид        |     |       |
| Тренер:   |    |                    |     |       |
| Зико      |    |                    |     |       |

### Статистика матча
|                  | Рубин | ЦСКА |
| ---------------- | ----- | ---- |
| Голы             | 0     | 1    |
| Удары            | 10    | 12   |
| Удары в створ    | 5     | 8    |
| Угловые          | 6     | 8    |
| Фолы             | 17    | 10   |
| Офсайды          | 3     | 1    |
| Жёлтые карточки  | 6     | 2    |
| Красные карточки | 0     | 1    |

## Рекорды
- Станислав Сухина стал первым арбитром, отсудившим два финала Кубка России подряд[16].
- Игорь Акинфеев стал первым вратарём, отыгравшим «на ноль» в трёх финалах Кубка России[16].
- Позже Евгения Алдонина победный гол в основное время забивал лишь игрок «Терека» Андрей Федьков в финале Кубка 2003/04 — на второй компенсированной минуте[17].